# Klaudiusz i Messalina
Klaudiusz i Messalina (ang. Claudius the God and His Wife Messalina) – kontynuacja powieści Roberta Gravesa Ja, Klaudiusz, będącej fikcyjną biografią cesarza Klaudiusza. Klaudiusz i Messalina opowiada historię Klaudiusza od przejęcia przezeń władzy w Rzymie i koncentruje się wokół kilku głównych wątków, m.in. afery obyczajowej związanej z jego żoną Messaliną i przygód Heroda Agryppy, króla Judei.
Powieść, wraz z pierwszą częścią dylogii, została wyróżniona nagrodą James Tait Black Memorial Prize w roku 1934.